# Överlännäs landskommun
Överlännäs landskommun var en tidigare kommun i Västernorrlands län.

## Administrativ historik
Den 1 januari 1863 började kommunalförordningarna gälla och då inrättades cirka 2 500 kommuner (städer, köpingar och landskommuner), tillsammans täckande hela landets yta.
I Överlännäs socken i Ångermanland inrättades då denna kommun. Landskommunen uppgick 1952 i Boteå landskommun. När denna upplöstes 1974 fördes denna del till Sollefteå kommun.

## Politik

### Mandatfördelning i Överlännäs landskommun 1938-1946
| 9 | 8 | 2 |

| 18 |

| 11 | 2 | 3 | 3 |

| 18 |

| 1 | 9 | 6 | 4 |

| 19 |